# 주우정
양 말제 주전(梁 末帝 朱瑱, 888년 10월 20일(음력 9월 12일) ~ 923년 11월 18일(음력 10월 8일))은 오대십국시대 후량의 제3대 황제(재위 : 913년 ~ 923년). 묘호나 시호는 없기 때문에, 후세의 역사가에 의해 말제(末帝)로 불리고 있다. 절일은 명성절(明聖節)이다.

## 생애
주우정은 후량의 태조인 주전충의 넷째 아들이며, 빈왕(郴王) 주우유(朱友裕)와 제2대 황제 주우규(朱友珪)의 이복동생이다. 아버지 주전충이 당나라를 찬탈한 후에 균왕(均王)으로 봉해졌다. 910년에 동경마보군도지휘사(東京馬歩軍都指揮使)에 임명되었다.
912년 영왕 주우규가 아버지 주전충을 살해하여 황제로 즉위하면서, 주위의 환심을 사기 위한 정책이 행해져 주우정은 동경(東京, 현재의 개봉(開封))인 개봉부윤으로 있었다. 그러나 주우규는 황음한 생활을 좋아하여, 나라가 위태롭게 되자 주위의 신하의 불만이 폭발하여, 원상선(袁象先)등 금군 수천명이 반란을 일으켜 주우규는 살해되어 주우정이 황제로서 옹립되었다.

## 치세
913년 황제에 즉위한 주우정은 주우규가 사용했던 연호를 폐지하여, 아버지 주전충이 사용하던 연호인 건화(乾化)를 부활시켰다.
즉위 후의 정세가 내정 뿐만 아니라, 외교면에서도 북방 유목민 국가의 진(晉, 후의 후당(後唐))과의 항쟁이 계속되고, 그 치세는 어려운 문제를 떠안고 출범하였다. 915년 정명(貞明)으로 개원하고, 천웅절도사(天雄節度使)의 양사후(楊師厚)가 사망하자, 주우정은 천웅절도사군을 분할하여 그 세력의 분산을 도모하지만, 이 일로 천웅절도사 군대의 반란을 일으켜서, 진나라에 투항을 하는 사건이 발생하였다.
또 같은해 동복동생 강왕(康王) 주우경(朱友敬)이 모반을 일으켰기 때문에, 자객을 보내 강왕 주우경을 살해했다. 그 이후는 황실과 거리를 둔 주우정은 신하인 조암(趙巖)등 측근을 요직에 앉히고, 전제 정치를 추진하게 되었다.
916년 사타돌궐족의 진나라와 싸워 몇차례에 패배한 후량은 황하 이북의 대부분의 영토를 잃고, 그 이후, 후량의 영토는 진나라에 빼앗기게 되었다.
921년 주우정은 연호를 용덕(龍德)으로 개원한다. 하지만 후량은 왕조가 멸망하는 지경에 이르렀으며, 후에 사촌 주우능(朱友能)이 모반을 일으켰기 때문에, 그의 지지도가 좋지 않았다. 형인 주우량(朱友諒)과 동생 주우회(朱友誨) 등을 연좌죄로 처형하여 제위 찬탈에 대한 불안을 제거하였다. 이복 동생 주우옹(朱友雍), 주우휘(朱友徽)가 모반의 음모가 있다는 첩보를 입수, 이복동생을 죽였다. 이와 같이 후량이 내홍으로 혼란스러울 때에 그 틈을 타서, 이미 후당의 황제로서 즉위 하고 있던 이존욱(李存勗)에게 총공격을 당했다. 자포자기 심정으로 황제 주우정은 시위군의 장교인 황보린(皇甫麟)에게 자결을 명령하고, 주우정이 먼저 자결하였다. 황보린도 주군의 명을 따라 자결하였다. 이렇게 하여 후량은 멸망하였다.

## 가족 관계

### 조부모와 부모
- 조부 : 열조(烈祖) 문목황제(文穆皇帝) 주성(朱誠)
- 조모 : 문혜황후(文惠皇后) 왕씨(王氏)
- 부친 : 태조(太祖) 원성황제(元聖皇帝) 주황(朱晃)
- 모친 : 원정황태후(元貞皇太后) 장혜(張惠)

### 후비
| 봉호       | 시호 | 이름(성씨) | 별칭       | 생몰년도      | 비고 |
| ---------- | ---- | ---------- | ---------- | ------------- | ---- |
| 덕비(德妃) |      | 장씨(張氏) |            | 892년 ~ 915년 |      |
| 비(妃)     |      | 곽씨(郭氏) | 서정(誓正) |               |      |

### 황녀
| - | 봉호(공주)         | 시호 | 이름 | 생몰년도 | 생모 | 별칭 | 비고 |
| - | ------------------ | ---- | ---- | -------- | ---- | ---- | ---- |
| 1 | 수춘공주(壽春公主) |      |      |          |      |      |      |
| 2 | 수창공주(壽昌公主) |      |      |          |      |      |      |
| 3 | 진안공주(晉安公主) |      |      |          |      |      |      |

## 기년
| 말제        | 원년           | 2년        | 3년                 | 4년        | 5년        | 6년        | 7년        | 8년        | 9년                 | 10년       | 11년       |
| ----------- | -------------- | ---------- | ------------------- | ---------- | ---------- | ---------- | ---------- | ---------- | ------------------- | ---------- | ---------- |
| 서력 (西曆) | 913년          | 914년      | 915년               | 916년      | 917년      | 918년      | 919년      | 920년      | 921년               | 922년      | 923년      |
| 간지 (干支) | 계유(癸酉)     | 갑술(甲戌) | 을해(乙亥)          | 병자(丙子) | 정축(丁丑) | 무인(戊寅) | 기묘(己卯) | 경진(庚辰) | 신사(辛巳)          | 임오(壬午) | 계미(癸未) |
| 연호 (年號) | 건화(乾化) 3년 | 4년        | 5년 정명(貞明) 원년 | 2년        | 3년        | 4년        | 5년        | 6년        | 7년 용덕(龍德) 원년 | 2년        | 3년        |

| 전 임 후량 영왕 | 제3대 후량의 황제 913년 ~ 923년 | 후 임 (후량 멸망) (후당 이존욱) |